# L'amour n'est pas un jeu
Pour plus de détails, voir Fiche technique et Distribution.
L'amour n'est pas un jeu (Ein Herz spielt falsch) est un film allemand réalisé par Rudolf Jugert, sorti en 1953.

## Fiche technique
- Titre original : Ein Herz spielt falsch
- Titre français : L'amour n'est pas un jeu
- Réalisation : Rudolf Jugert
- Scénario : Erna Fentsch d'après le roman de Hans-Ulrich Horster
- Photographie : Helmuth Ashley
- Musique : Werner Eisbrenner
- Pays d'origine : Allemagne de l'Ouest
- Format : Noir et blanc - 1,37:1 - Mono
- Genre : drame
- Date de sortie : 1953

## Distribution
- O.W. Fischer : Peter van Booven
- Ruth Leuwerik : Sybilla Zander
- Carl Wery : Professeur Linz
- Gertrud Kückelmann : Gerda Peters
- Günther Lüders : Kersten
- Lina Carstens : Mutter Pratsch
- Ernst Fritz Fürbringer
- Rolf von Nauckhoff : Directeur Hersbach
- Hermann Speelmans : Matz
- Gert Fröbe : Briefüberbringer
- Rudolf Vogel : Charles
- Rainer Penkert : Dr Neumeister
- Hedwig Wangel : Mummie
- Greta Keller : la chanteuse de cabaret